# Ratusz w Norymberdze
Ratusz w Norymberdze – ratusz znajdujący się na Starym Mieście w Norymberdze, tuż na wschód od chóru kościoła św. Sebalda (niem. Sebalduskirche). Jest uważany za jedną z największych atrakcji miasta. Ratusz jest nadal najbardziej rozpoznawalnym dziełem architekta Jakuba Wolffa młodszego (1571–1620), nawet jeśli jest on w dużej mierze przebudowany po 1945 r. Od południowej strony jest z ratuszem zintegrowany rdzeń gotyckiej hali. W piwnicy znajdują się lochy więzienne jako atrakcja turystyczna. Przed ratuszem wznosi się znana "Piękna Fontanna".